# ドワイト・スミス・ジュニア
ドワイト・スミス・ジュニア（Dwight Smith Jr.、1992年10月26日 - ）は、アメリカ合衆国ジョージア州ファイエット郡ピーチツリーシティ出身のプロ野球選手（外野手）。右投左打。リーガ・メヒカーナ・デ・ベイスボル（メキシカンリーグ）のハリスコ・ホースメン所属。
父親は元メジャーリーガー（外野手）のドワイト・スミス。

## 経歴

### プロ入りとブルージェイズ時代
2011年のMLBドラフト1巡目追補（全体53位）でトロント・ブルージェイズから指名され、8月4日に契約を結んでプロ入りを果たした。
2012年6月17日に傘下のアパラチアンリーグのルーキー級ブルーフィールド・ブルージェイズへ配属され、41試合に出場して打率.226、4本塁打、21打点、36安打、1盗塁を記録した。8月9日にA-級バンクーバー・カナディアンズへ配属され、18試合に出場して打率.175、8打点、11安打を記録した。
2013年4月24日にA級ランシング・ラグナッツへ配属され、109試合に出場して打率.284、7本塁打、46打点、120安打、25盗塁を記録した。
2014年4月1日にA+級ダニーデン・ブルージェイズへ配属された。7月28日に7日間の故障者リストに7月26日から遡って登録された。8月6日に解除された。121試合に出場して打率.284、12本塁打、60打点、134安打、15盗塁を記録した。また、フロリダ・ステートリーグのオールスターにも選出されている。

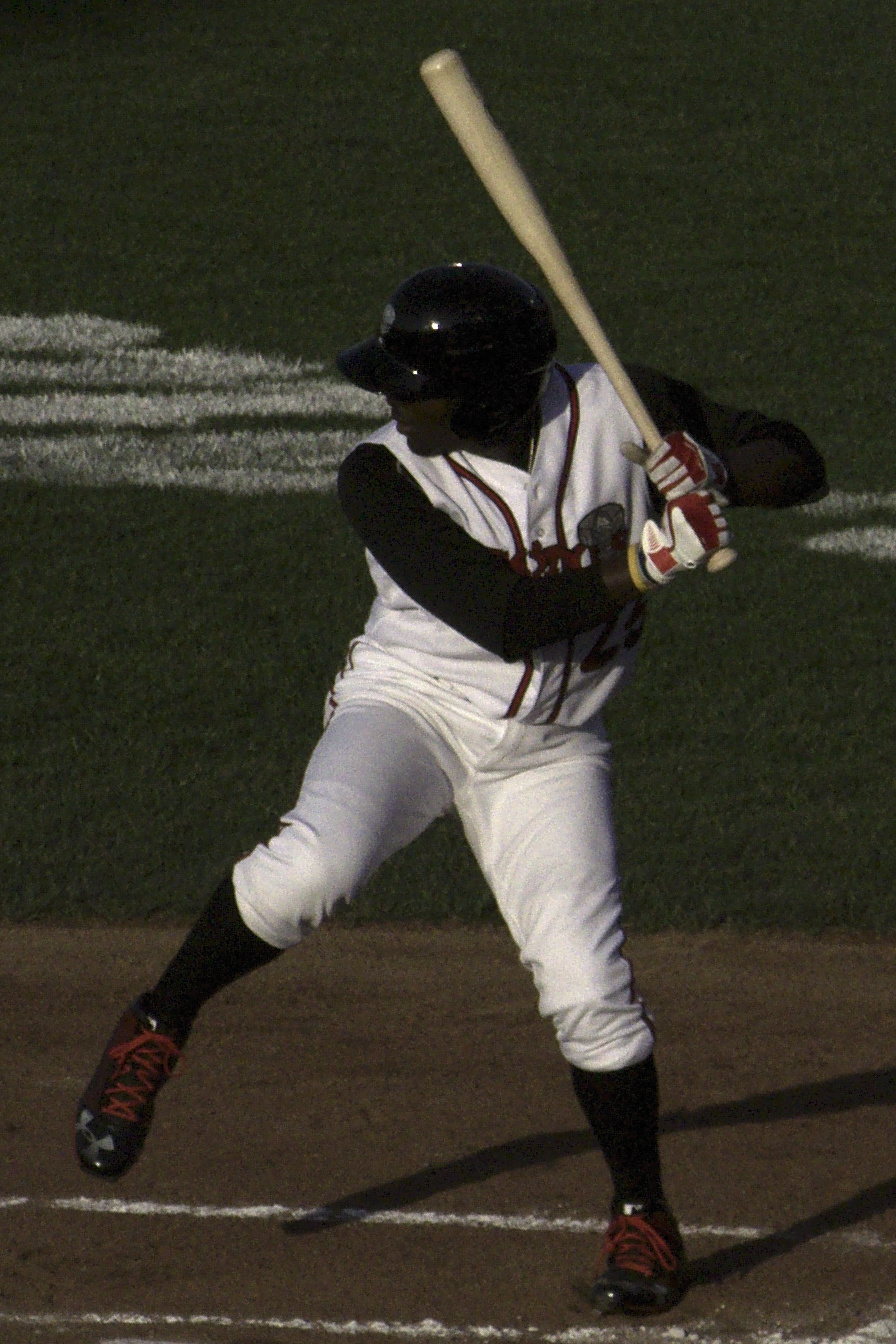
A級ランシング・ラグナッツ時代
（2013年5月1日）

オフにはアリゾナ・フォールリーグに派遣され、メサ・ソーラーソックスに所属した。11試合に出場して打率.262、5打点、11安打、3盗塁を記録した。
2015年1月28日にメジャーのスプリングトレーニングに招待された。4月6日にAA級ニューハンプシャー・フィッシャーキャッツへ配属され、開幕を迎えた。同年は117試合に出場して打率.265、7本塁打、44打点、122安打、4盗塁を記録した。また、イースタンリーグのオールスターにも選出されている。
2016年も開幕前の1月にメジャーのスプリングトレーニングに招待された。同年もAA級ニューハンプシャーで開幕を迎え、126試合に出場して打率.265、15本塁打、74打点、125安打、12盗塁を記録した。
2017年も開幕前にメジャーのスプリングトレーニングに招待された。4月3日にAAA級バッファロー・バイソンズへ配属され、開幕を迎えた。5月18日に出場停止となったケビン・ピラーに代わってメジャー契約を結んでアクティブ・ロースター入りし、同日のアトランタ・ブレーブス戦でメジャーデビュー。5月20日にオプションでAAA級バッファローに降格した。5月24日に故障者リスト入りしたアンソニー・アルフォードに代わってメジャーに昇格し、同日のミルウォーキー・ブルワーズ戦でウィリー・ペラルタから二塁打を記録し、メジャー初安打を記録した。5月25日にオプションでAAA級バッファローに降格した。6月14日にエセキエル・カレーラの故障者リスト入りに伴い、メジャーに再昇格。6月17日のシカゴ・ホワイトソックス戦でメジャー初打点を記録した。この年メジャーでは12試合に出場して打率.370、1打点、10安打、1盗塁を記録した。
2018年は35試合に出場して打率.262、2本塁打、8打点を記録した。
2019年3月5日にクレイ・バックホルツの加入に伴ってDFAとなった。

### オリオールズ時代
2019年3月8日にインターナショナル・ボーナス・プール（海外選手契約金枠）とのトレードで、ボルチモア・オリオールズへ移籍した。この年は101試合に出場して打率.241、13本塁打、53打点、5盗塁を記録した。
2020年8月22日にDFAとなり、27日にマイナー契約となった。オフの10月15日にFAとなった。

### レッズ傘下時代
2020年12月8日にシンシナティ・レッズとマイナー契約を結び、2021年のスプリングトレーニングに招待選手として参加することになった。
2021年はAAA級ルイビル・バッツで開幕を迎えたが、36試合に出場して打率.220、1本塁打、17打点という成績にとどまり、6月20日に自由契約となった。

### メキシカンリーグ時代
2021年7月10日にリーガ・メヒカーナ・デ・ベイスボル（メキシカンリーグ）のモンクローバ・スティーラーズと契約した。

### ホワイトソックス傘下時代
2022年2月22日にシカゴ・ホワイトソックスとマイナー契約を結んだ。AAA級シャーロット・ナイツで13試合に出場したが、打率236、1本塁打、5打点という成績に終わり、2022年5月6日に自由契約となった。

### メキシカンリーグ時代
2022年5月25日にメキシカンリーグのモンクローバ・スティーラーズと再契約を結んだが、6月4日に自由契約となった。

### 独立リーグ時代
2022年6月12日にアトランティックリーグのレキシントン・レジェンズと契約した。ここでは12試合に出場して打率.171、2本塁打、7打点に終わり、シーズン終了後に退団した。
2023年4月13日にアトランティックリーグのチャールストン・ダーティーバーズと契約した。ここでは120 試合に出場して打率.331、22本塁打、64打点、24盗塁という成績を挙げ、シーズン終了後にリーグオールスターに選出された。

### メキシカンリーグ時代
2024年2月14日にメキシカンリーグのハリスコ・ホースメンと契約した。

## 詳細情報

### 年度別打撃成績
| 年 度    | 球 団    | 試 合 | 打 席 | 打 数 | 得 点 | 安 打 | 二 塁 打 | 三 塁 打 | 本 塁 打 | 塁 打 | 打 点 | 盗 塁 | 盗 塁 死 | 犠 打 | 犠 飛 | 四 球 | 敬 遠 | 死 球 | 三 振 | 併 殺 打 | 打 率 | 出 塁 率 | 長 打 率 | O P S |
| -------- | -------- | ----- | ----- | ----- | ----- | ----- | -------- | -------- | -------- | ----- | ----- | ----- | -------- | ----- | ----- | ----- | ----- | ----- | ----- | -------- | ----- | -------- | -------- | ----- |
| 2017     | TOR      | 12    | 29    | 27    | 2     | 10    | 2        | 0        | 0        | 12    | 1     | 1     | 0        | 0     | 0     | 1     | 0     | 1     | 10    | 0        | .370  | .414     | .444     | .858  |
| 2018     | TOR      | 35    | 75    | 65    | 9     | 17    | 8        | 0        | 2        | 31    | 8     | 0     | 0        | 0     | 1     | 7     | 0     | 2     | 13    | 1        | .262  | .347     | .477     | .824  |
| 2019     | BAL      | 101   | 392   | 357   | 46    | 86    | 16       | 3        | 13       | 147   | 53    | 5     | 1        | 1     | 4     | 26    | 0     | 4     | 82    | 8        | .241  | .297     | .412     | .708  |
| 2020     | BAL      | 21    | 72    | 63    | 9     | 14    | 3        | 0        | 2        | 23    | 6     | 1     | 0        | 0     | 1     | 7     | 1     | 1     | 19    | 1        | .222  | .306     | .365     | .671  |
| MLB：4年 | MLB：4年 | 169   | 568   | 512   | 66    | 127   | 29       | 3        | 17       | 213   | 68    | 7     | 1        | 1     | 6     | 41    | 1     | 8     | 124   | 10       | .248  | .310     | .416     | .726  |

- 2020年度シーズン終了時

### 年度別守備成績
| 年 度 | 球 団 | 左翼（LF） | 左翼（LF） | 左翼（LF） | 左翼（LF） | 左翼（LF） | 左翼（LF） | 中堅（CF） | 中堅（CF） | 中堅（CF） | 中堅（CF） | 中堅（CF） | 中堅（CF） | 右翼（RF） | 右翼（RF） | 右翼（RF） | 右翼（RF） | 右翼（RF） | 右翼（RF） |
| 年 度 | 球 団 | 試 合      | 刺 殺      | 補 殺      | 失 策      | 併 殺      | 守 備 率   | 試 合      | 刺 殺      | 補 殺      | 失 策      | 併 殺      | 守 備 率   | 試 合      | 刺 殺      | 補 殺      | 失 策      | 併 殺      | 守 備 率   |
| ----- | ----- | ---------- | ---------- | ---------- | ---------- | ---------- | ---------- | ---------- | ---------- | ---------- | ---------- | ---------- | ---------- | ---------- | ---------- | ---------- | ---------- | ---------- | ---------- |
| 2017  | TOR   | 9          | 2          | 0          | 0          | 0          | 1.000      | 1          | 1          | 0          | 0          | 0          | 1.000      | 1          | 0          | 0          | 0          | 0          | ----       |
| 2018  | TOR   | 19         | 25         | 0          | 0          | 0          | 1.000      | -          | -          | -          | -          | -          | -          | 6          | 11         | 1          | 0          | 0          | 1.000      |
| 2019  | BAL   | 86         | 153        | 3          | 5          | 1          | .969       | -          | -          | -          | -          | -          | -          | -          | -          | -          | -          | -          | -          |
| 2020  | BAL   | 16         | 26         | 0          | 1          | 0          | .963       | -          | -          | -          | -          | -          | -          | -          | -          | -          | -          | -          | -          |
| MLB   | MLB   | 130        | 206        | 3          | 6          | 1          | .972       | 1          | 1          | 0          | 0          | 0          | 1.000      | 7          | 11         | 1          | 0          | 0          | 1.000      |

- 2020年度シーズン終了時

### 記録
MiLB
- フロリダ・ステートリーグ・オールスターゲーム選出：1回（2014年）
- イースタンリーグ・オールスターゲーム選出：1回（2015年）

### 背番号
- 15（2017年）
- 27（2018年）
- 35（2019年 - 2020年）